# Alcedo leucogaster
Alcedo leucogaster е вид птица от семейство Alcedinidae. Видът е незастрашен от изчезване.

## Разпространение
Разпространен е в Ангола, Бенин, Камерун, Централноафриканска република, Демократична Република Конго, Република Конго, Кот д'Ивоар, Екваториална Гвинея, Габон, Гана, Гвинея, Гвинея-Бисау, Либерия, Нигерия, Сао Томе и Принсипи, Сиера Леоне, Танзания, Того, Уганда и Замбия.